# Kamloops Blazers
Kamloops Blazers är ett kanadensiskt proffsjuniorishockeylag som är baserat i Kamloops, British Columbia och har spelat i den nordamerikanska proffsjuniorligan Western Hockey League (WHL) sedan 1981. De första tre säsongerna hette man Kamloops Junior Oilers, man valde dock 1984 att byta lagnamn till det nuvarande. Laget har sitt ursprung från Estevan Bruins som spelade i WHL mellan 1966 och 1971. Man valde 1971 att omlokalisera Estevan Bruins till New Westminster, British Columbia och laget blev då New Westminster Bruins. Man var där fram till man flyttade till Kamloops den 2 juli 1981. Blazers ägs av majoritetsägaren Tom Gaglardi, som också äger Dallas Stars i National Hockey League (NHL) och Texas Stars i American Hockey League (AHL), och minoritetsägarna Shane Doan, Jarome Iginla, Mark Recchi och Darryl Sydor. Laget spelar sina hemmamatcher i Interior Savings Centre, som har en publikkapacitet på 5 464 åskådare. De är en av WHL:s mest framgångsrikaste lag och har vunnit Memorial Cup tre gånger för säsongerna 1991-1992, 1993-1994 och 1994-1995 och WHL sex gånger för säsongerna 1983-1984, 1985-1986, 1989-1990, 1991-1992, 1993-1994 och 1994-1995.
Blazers har fostrat spelare som Jared Aulin, Brian Benning, Craig Berube, Doug Bodger, Rob Brown, Garth Butcher, Kyle Calder, Eric Christensen, Ken Daneyko, Rob DiMaio, Robert Dirk, Shane Doan, Hnat Domenichelli, Devan Dubnyk, Todd Ewen, Dean Evason, Marc Habscheid, Greg Hawgood, Corey Hirsch, Jarome Iginla, Paul Kruse, Brad Lukowich, Chris Murray, Tyson Nash, Scott Niedermayer, Colton Orr, Brian Sutherby, Rudy Poeschek, Mark Recchi, Robyn Regehr, Geoff Smith, Jason Strudwick, Darryl Sydor, Darcy Tucker och Scottie Upshall som alla tillhör alternativt tillhörde olika medlemsorganisationer i den nordamerikanska proffsligan NHL.